# Chabuata nigrostriata
Chabuata nigrostriata là một loài bướm đêm trong họ Noctuidae.